# Пискуна
Пискуната (Arthroleptis stenodactylus) е вид жаба от семейство Arthroleptidae. Видът не е застрашен от изчезване.

## Разпространение
Разпространен е в Ангола, Ботсвана, Демократична република Конго, Замбия, Зимбабве, Кения, Малави, Мозамбик, Танзания и Южна Африка.

## Описание
Популацията на вида е стабилна.